# Kim Cheong-shim
Kim Cheong-shim, född den 8 februari 1976, är en sydkoreansk handbollsspelare.
Hon tog OS-silver i damernas turnering i samband med de olympiska handbollstävlingarna 1996 i Atlanta.